# مقاطعة تيوجا (بنسلفانيا)
مقاطعة تيوجا هي مقاطعة في بنسلفانيا، تتبع بنسلفانيا، بلغ عدد سكانها 41٬981  نسمة، في 2010، عاصمتها ويلزبورو، تبلغ مساحتها 2٬946 كيلومتر مربع.

## الموقع
تشترك في الحدود مع:
- مقاطعة ستوبين، نيويورك
- مقاطعة ليكومينغ
- مقاطعة برادفورد
- مقاطعة تشيمونغ، نيويورك
- مقاطعة بوتر.